# Aspidospermateae
Aspidospermateae, tribus zimzelenovki (Apocynaceae), dio potporodice Rauvolfioideae. Podijeljen je na 6 rodova. Tipični rod je Aspidosperma iz tropske Amerike.

## Rodovi
1. Aspidosperma Mart. & Zucc. (73 spp.)
2. Geissospermum Allemão (6 spp.)
3. Haplophyton A.DC. (2 spp.)
4. Microplumeria Baill. (1 sp.)
5. Strempeliopsis Benth. (2 spp.)
6. Vallesia Ruiz & Pav. (9 spp.)